# Памфилов, Всеволод Васильевич
Всеволод Васильевич Памфилов — советский хозяйственный и политический деятель.

## Биография
Родился в 1915 году в Торжке. Член КПСС.
Окончил лесохозяйственный факультет Брянского лесного института.
Участник Великой Отечественной войны: начальник силового отделения армейских артиллерийско-ремонтных мастерских 43-й армии
В 1947—1954 гг. — ассистент, доцент, заведующий кафедрой Брянского лесохозяйственного института.
В 1954—1957 гг. — советник по лесному хозяйству при Госсовете КНР.
В 1957—1960 гг. — ректор Брянского лесохозяйственного института.
В 1960—1976 гг. — ректор Брянского технологического института.
В 1976—1989 гг. — профессор, заведующий кафедрой древесиноведения и технологии производства древесных материалов Брянского технологического института.
Делегат XXIII съезда КПСС.
Умер в 1989 году в Брянске.

## Награды
- Орден Отечественной войны I степени (06.04.1985)
- Орден Трудового Красного Знамени
- Орден Красной Звезды (13.05.1944)
- Орден Знак Почёта
- Медаль «За боевые заслуги»